# Пестовская (Московская область)
Пестовская — деревня в Шатурском муниципальном районе Московской области. Входит в состав Дмитровского сельского поселения. Население — 94 чел. (2010).

## Расположение
Деревня Пестовская расположена в южной части Шатурского района, расстояние до МКАД порядка 151 км. Высота над уровнем моря 129 м.

## Название
В письменных источниках деревня упоминается как Пестовская.
Название, вероятно, произошло от фамилии Пестов.

## История
Впервые упоминается в писцовых книгах Владимирского уезда XVII века как деревня Пестовская Бабинской кромины волости Муромское сельцо Владимирского уезда Замосковного края Московского царства. Деревня принадлежала Лазарю Петровичу Ададурову.
Последними владельцами деревни перед отменой крепостного права были князь Кропоткин, помещики Филиппов, Жданов, Жедринские и царица Грузинская.
После отмены крепостного права деревня вошла в состав Коробовской волости.
В советское время деревня входила в Дмитровский сельсовет.

## Население
| 1858 | 1859 | 1868 | 1885 | 1905 | 1926 |
| ---- | ---- | ---- | ---- | ---- | ---- |
| 224  | ↘221 | ↘209 | ↗326 | ↘300 | ↘293 |
| 1970 | 1993 | 2002 | 2006 | 2010 |      |
| ↘163 | ↘99  | ↘97  | ↗103 | ↘94  |      |

## Галерея

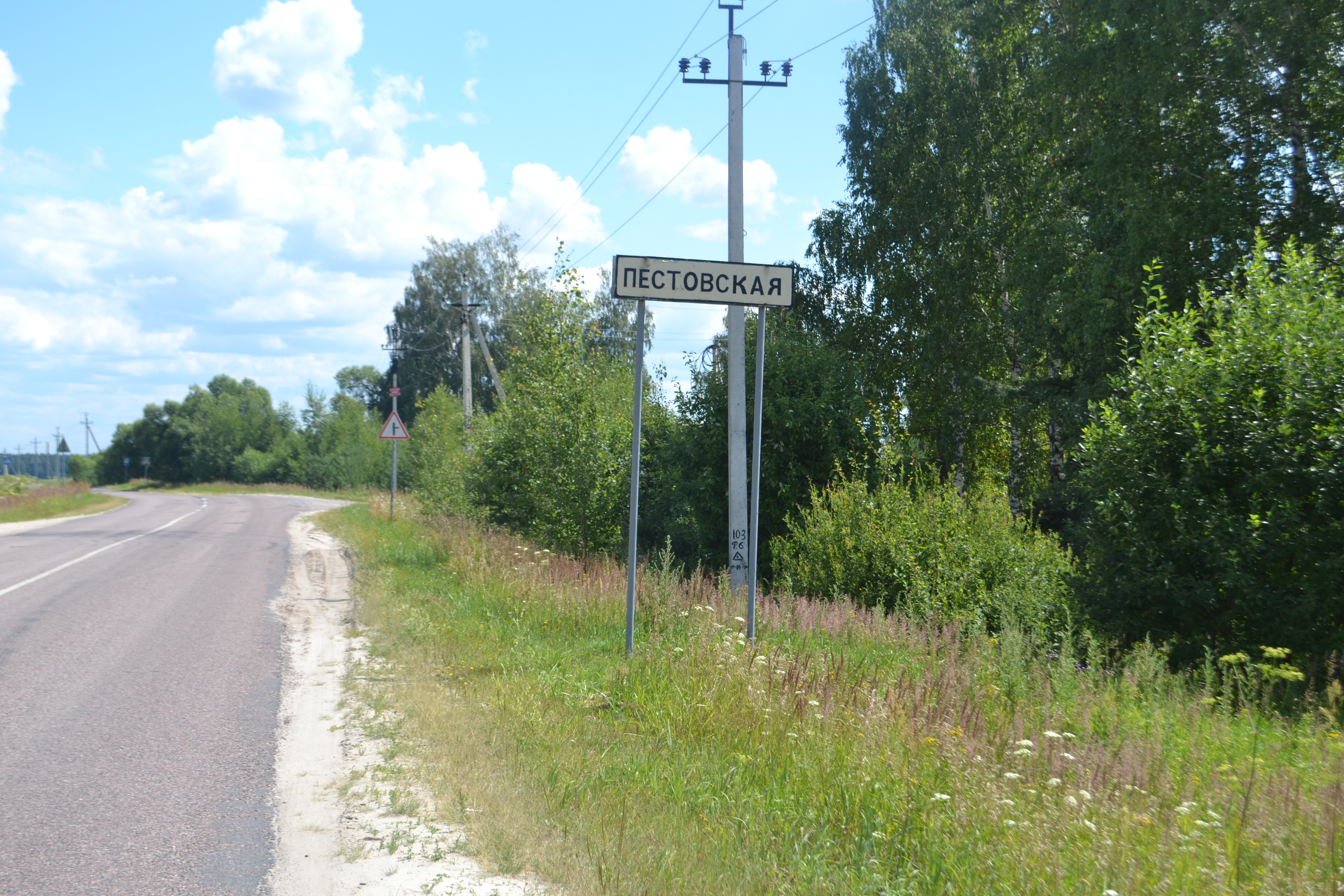
Дорожный указатель на деревню
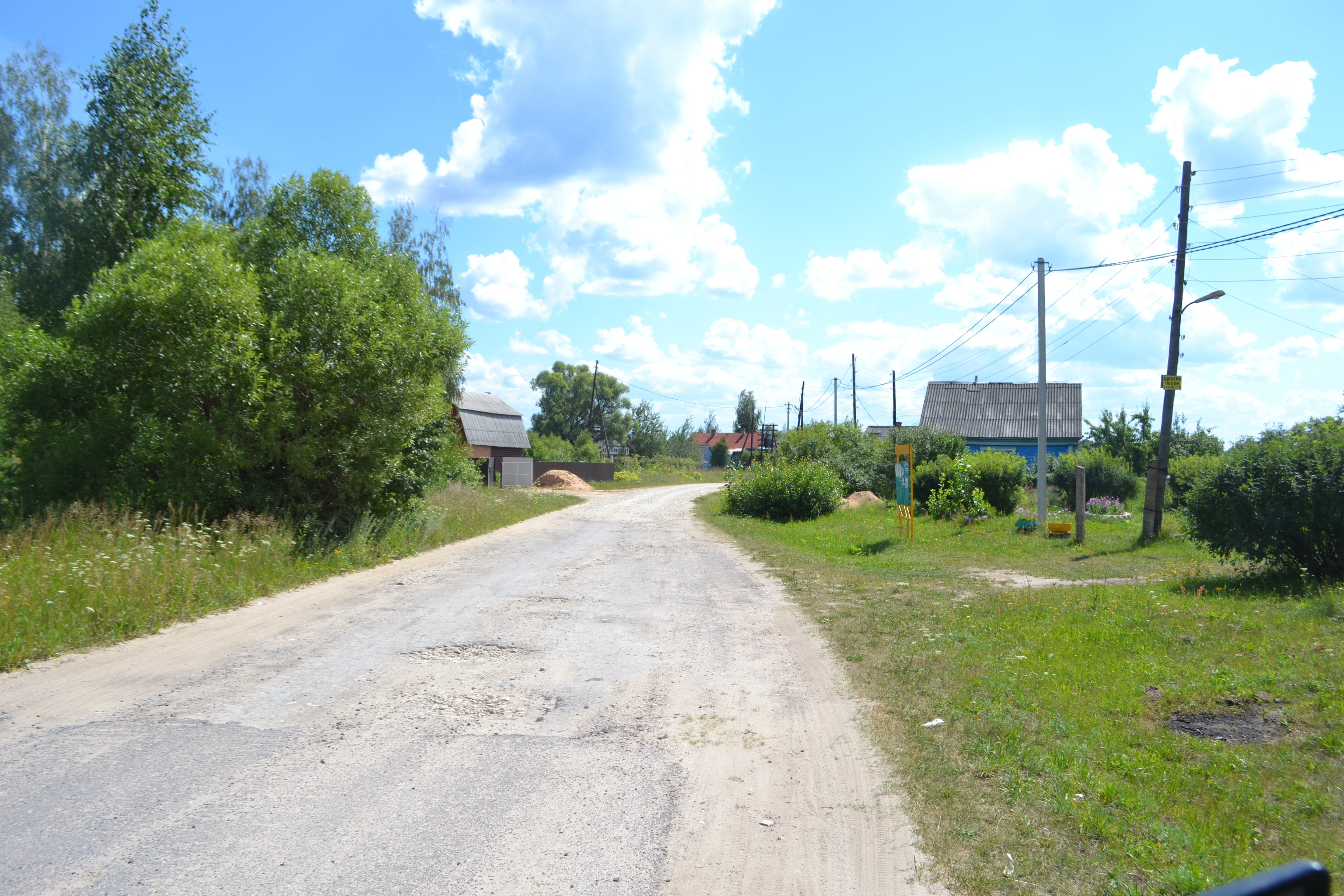
Въезд в деревню
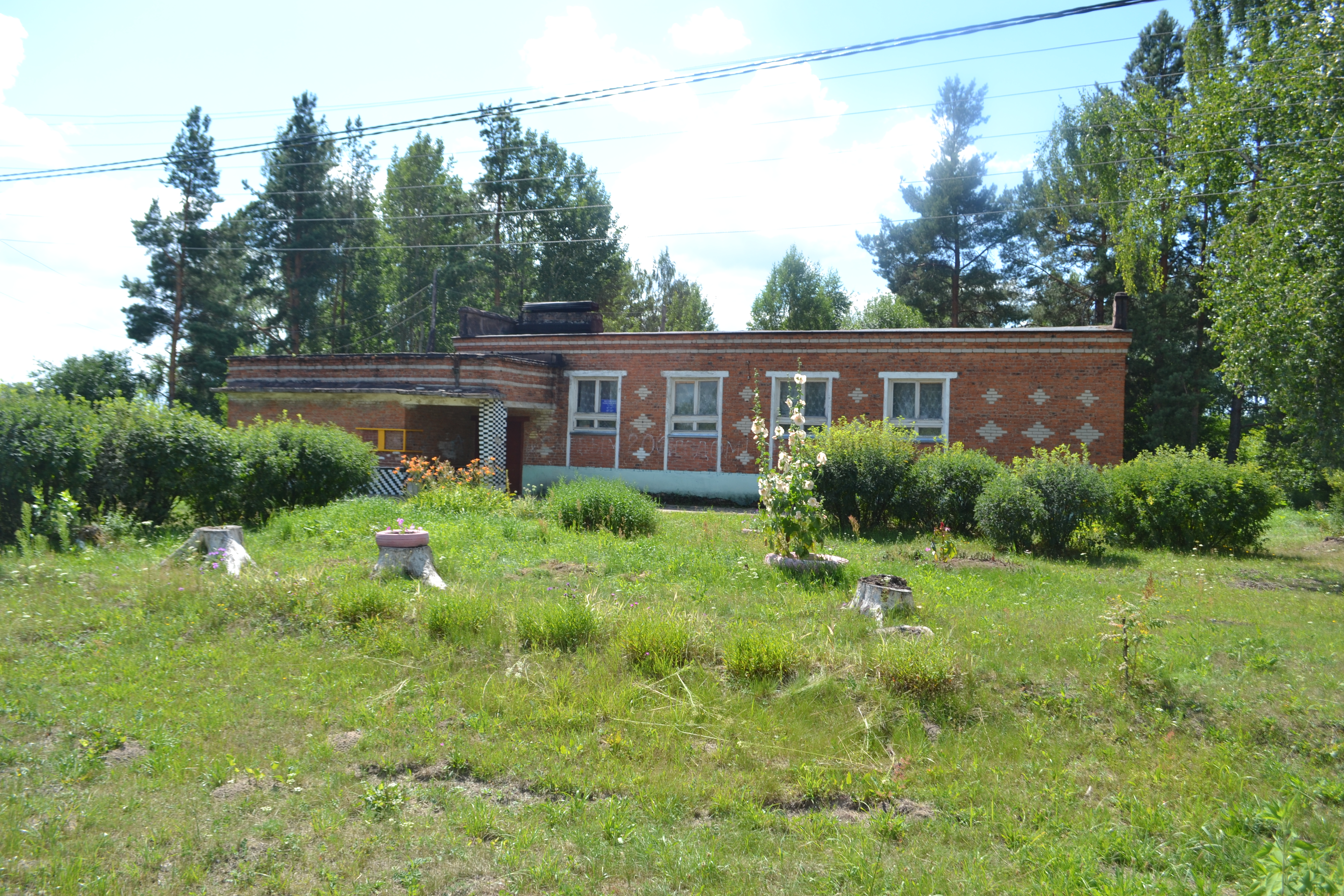
Сельский клуб
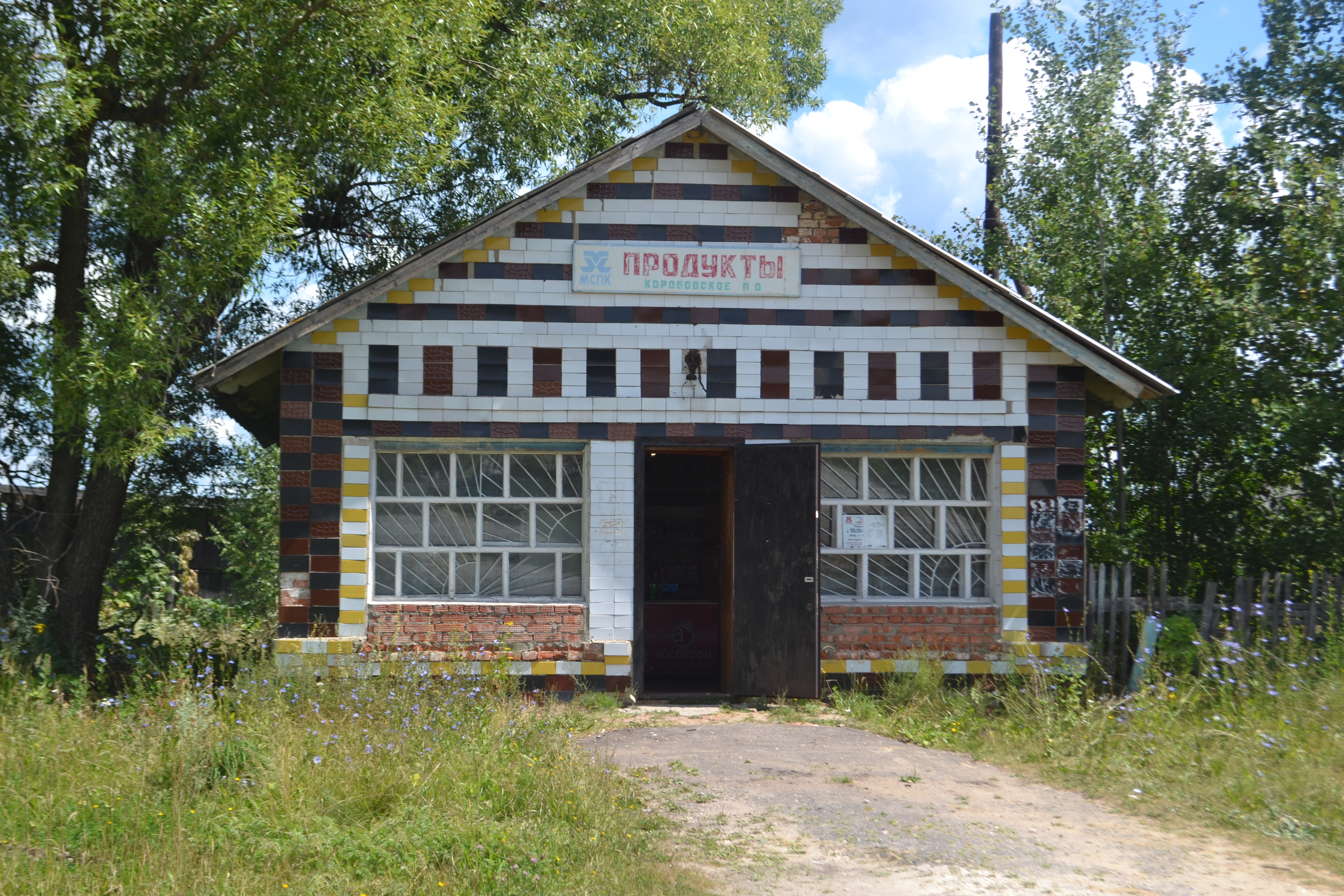
Магазин в деревне
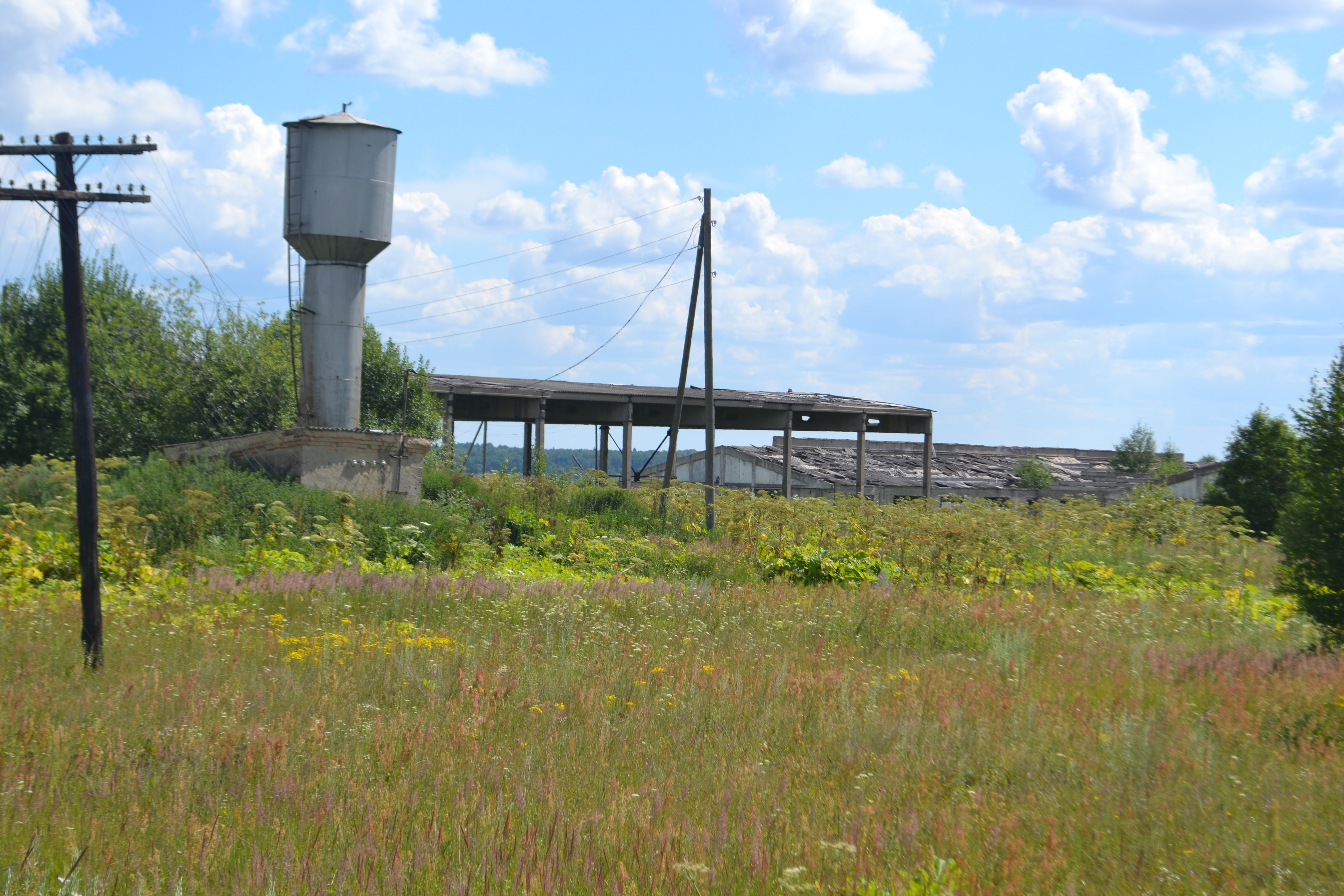
Заброшенная ферма около деревни